# Scutiger bhutanensis
Scutiger bhutanensis  (лат.) — вид бесхвостых земноводных из семейства рогатых чесночниц (Megophryidae). Вид известен по единственному экземпляру, найденному в Бутане. Хотя данные по биологии вида отсутствуют, предполагается, что он ассоциирован с пресными водоёмами, как и другие представители рода Scutiger.